# جامعة فلوريدا كلية الطب
جامعة فلوريدا كلية الطب (بالإنجليزية: University of Florida College of Medicine)‏ هي إحدى الكليات لتدريس الطب في الولايات المتحدة الأمريكية. تقع في مدينة غينزفيل في ولاية فلوريدا الأمريكية. نوع الشهادة الطبية التي يتم تحصيلها هناك هي دكتور في الطب.